# Jeanne d'Arc de Biarritz
Pour les articles homonymes, voir Jab (homonymie).
La Jeanne d'Arc de Biarritz, connue sous le nom de JA Biarritz, est un club omnisports de la ville de Biarritz. Le club a été officiellement fondé le 27 janvier 1909 par le curé de la paroisse, l'abbé Lisle. Le patronage paroissial prend tout naturellement le nom de « Jeanne d'Arc », qui est le nom de la salle de réunions. Le patronage, à l'instar des autres patronages des pays de l'Adour, se consacre essentiellement à la gymnastique et devient membre de la Fédération gymnastique et sportive des patronages de France (FGSPF) le 13 février 1909. Le football est toutefois pratiqué dès 1909.
Le patronage était pourtant en activité en 1908, l’Évêque de Bayonne Monseigneur Gieure ayant bénit l’étendard, mais la société sportive « Jeanne d'Arc » n'est enregistrée qu’en 1909 auprès de la Préfecture de Pau.
Fort de plus de 700 membres, le club biarrot est l'un des plus importants des Pyrénées-Atlantiques.

## Histoire du patronage

### Fondation
En 1908, une quarantaine de jeunes biarrots se réunissaient régulièrement dans la salle « Jeanne d'Arc » de la villa Florida, proche de l’église Saint Martin, pour les cercles de la jeunesse catholique. Sur la suggestion de l’abbé Labourdette,  vicaire de la paroisse Saint-Martin de Biarritz, il est décidé de fonder une société sportive.
Les membres fondateurs se nomment: Gaston et Maurice de Saint-Pierre, Emmanuel Labat, Barthélémy Gélos, Vincent Cazeaux, Jean Laborde, Pierre Dagorret, Ernest et Fernand Bayliou, Camille Darieux, Charles Cardy, Maurice Bucau, et  Alexandre Darritchon[réf. nécessaire].

## Histoire de la section football

### Championnat d'association de l'Union pyrénéenne
Le premier Championnat d'association de l'Union pyrénéenne est organisé en 1911 par l'Union régionale pyrénéenne, organe local de la Fédération gymnastique et sportive des patronages de France (FGSPF), créé à Bayonne le 11 mai 1910,.
L'Union pyrénéenne s'organise en deux groupes : 
1. le groupe A regroupe les provinces basques du Labourd et de la Soule, à l'exception de la Basse-Navarre ;
2. le groupe B englobe l'intégralité du Béarn, ainsi que la Basse-Navarre.

Dix patronages participent à l'édition originale constitué de deux poules régionales, qui voyait s'affronter en finale les vainqueurs de chaque groupe, la finale étant remportée par l'Arin Sporting-Club Luzien face au FA Bourbaki.
Dans le groupe B, c'est le FA Bourbaki qui l'emporte face à l'Alerte béarnaise (ancien patronage de Ségure), l'Élan béarnais, la Vaillante de Gelos et l'Avenir salisien,.
L'Arin avait remporté le groupe A (Pays basque & Landes), composé de l'Arin Sporting-Club Luzien, la Jeanne d'Arc de Biarritz, les Bleuets d'Hendaye, l'AS Les Chérubinots de Bayonne, la Vigilante et de l'Elan Boucalais,.
La finale s'est tenue le 12 mars 1911 sur le terrain du Herré devant 400 personnes à Salies-de-Béarn, ville située à équidistance du Pays basque et de la capitale béarnaise. L'arrivée tardive de L'Arin est à l'origine du coup d'envoi retardé, et les Luziens s'imposent sur le score de 2 à 1 (buts de Pouchoulou et Lacarra, contre un de Péninou), alors que l'arbitrage de M. Harismendy, originaire de Bayonne, est décrié.
L'Arin refuse toutefois de participer aux compétitions nationales, bien que la raison en reste inconnue. L'équipe de l'Union Jurançonnaise rejoint le championnat à partir de 1912, remporté par les Bleuets d'Hendaye, qui s'imposent également l'année suivante en 1913, battant Bourbaki en finale,,. Cette première édition est prometteuse et « L'Union Pyrénéenne » identifie une liste de patronages à solliciter dans l'optique d'une affiliation à l’Union.

### Les grandes dates de l'histoire de la JA Biarritz
- 1909 : création de l'association et de la section football ;
- 2016-2017 : 32e de finale de Coupe de France de football 2016-2017 face au Stade rennais, disputé au Parc des sports d'Aguiléra, devant 8451 spectateurs[18].

Le club, présidé par Pierre Richard, évolue en Régional 2 sous la houlette de Nicolas Bascazeaux.

## Identité visuelle

### Couleurs et maillots
Le club joue généralement avec un maillot bleu et blanc

## Rivalités
| Les clubs rivaux du Genêts d'Anglet FC | - Ligue 2 : Pau FC - National 2 : Stade montois - National 3 : Aviron bayonnais et Les Genêts d'Anglet - Régional 1 : Arin luzien |

La JA Biarritz n'est pas liée à un réel derby historique, mais plutôt à plusieurs rivalités avec les clubs majeurs du Pays basque français : l'Aviron bayonnais FC, l'Arin luzien et Les Genêts d'Anglet.
Enfin, la JA Biarritz entretient des rivalités régionales avec les clubs gascons du Pau FC et du Stade Montois.